# Jouke de Vries
Jouke de Vries, né à Dearsum le 26 septembre 1960, est un professeur de science politique à l'université de Leyde et homme politique néerlandais. Il est le fils de Lutzen de Vries et le frère cadet de Leentsje de Vries.

## Biographie
Jouke de Vries a étudié les sciences politiques à l'université d'Amsterdam et travaille au sein du groupe Leaderships Art de l'université de Leide depuis 1984. De Vries obtient son doctorat en 1989, à la suite de la parution de son article intitulé Ground politics (plus tard adapté sous forme de roman, sous le même nom) et de son essai éducatif Cabinet Crisis in the Netherlands. Il se présente aux élections internes du Parti travailliste, mais il est écarté au profit de Wouter Bos, qui le devance de 30 % des suffrages. Il prend un poste d'enseignant en sciences politiques à l'université de Leyde et effectue de régulières prises de parole pour des groupes d'étudiants internationaux, principalement issus de systèmes d'échange.
Il est actuellement rédacteur pour un site internet en néerlandais, pour lequel il écrit hebdomadairement un article sur son blog. Il écrit principalement à propos de l'actualité politique et économique. Jouke de Vries réside actuellement à Leyde, à proximité de l'université où il enseigne. Il s'est marié en 1986 et a deux fils et une fille. Il Vries parle allemand, frison, anglais et pârsî couramment.